# 웨스트민스터 (콜로라도주)

지도 상의 위치

웨스트민스터(Westminster)는 미국 콜로라도주 애덤스군과 제퍼슨군에 걸쳐 위치한 자치도시(home rule municipality)이다. 2020년 미국 인구조사 기준 인구는 116,317명으로 콜로라도주에서 8번째로 많았는데, 그 중 71,240명이 애덤스군 측에 거주하고 45,077명이 제퍼슨군에 거주하는 것으로 나타났다. 덴버 도시권의 일부로 여겨진다.